# Моисей (Кожин)
Моисе́й Оле́ницкий (в миру Митрофа́н Ники́тич Ко́жин; май 1868, Оленица — 7 сентября 1931, Ленинград) — иеромонах Русской православной церкви.
В 2003 году канонизирован в лике преподобномученика.

## Биография
Митрофан Никитич Кожин родился в мае 1868 года в селе Оленица Архангельской губернии, Кемского уезда (ныне село Терского района Мурманской области). Происходил из поморской семьи. В 1889 году был призван на флот и в течение восьми лет служил сигнальщиком на кораблях царского флота. Ещё во время службы он решил уйти в монастырь, и с 1897 года началось его послушание в Соловецком монастыре. 12 апреля 1907 года послушник Митрофан принял постриг с именем Моисей в честь преподобного Моисея Угрина. На следующий год он был рукоположён в сан иеродиакона, а ещё через четыре года — в сан иеромонаха. Нёс послушание в Сергиевском скиту на острове Большая Муксалма. Помимо исполнения череды богослужений иеромонах Моисей заведовал всеми рыболовными и звероловными промыслами монастыря.
В 1920 году монастырь был фактически закрыт комиссией во главе с членом Коллегии ВЧК, организатором системы северных концлагерей М. С. Кедровым. На Соловках был организован совхоз и лагерь принудительных работ. Отец Моисей, несмотря ни на что, остался в монастыре; его имя упоминается в списках монашествующих 1920, 1921 годов и в списке работников совхоза «Соловки» за 1922 год.
В 1926 году здание Сергиевской церкви, где служил отец Моисей, было переоборудовано в химическую лабораторию. Тогда священник вернулся в родное село, где был назначен настоятелем храма Рождества Иоанна Предтечи. Вместе с твёрдыми в вере односельчанами — церковным старостой и псаломщиком — он делал всё возможное, чтобы сохранить устои православия на селе.
16 апреля отец Моисей, вместе с вышеупомянутыми односельчанами, был арестован и приговорён Тройкой ОГПУ Ленинградского военного округа к трём годам лишения свободы, по обвинению в контрреволюционной деятельности. Позднее приговор был заменён на ссылку в Котлас. Через три месяца, 7 сентября 1931 года, отец Моисей умер на пересылке в ленинградской больнице имени доктора Гааза с диагнозом «скорбут (цинга), энтероколит», и был захоронен в безвестной могиле. 18 апреля 1989 года он был реабилитирован Прокуратурой Мурманской области.

## Канонизация и почитание
В 2003 году иеромонах Моисей определением Священного Синода Русской православной церкви был причислен к лику святых и включён в Собор новомучеников и исповедников Российских. В 2011 году его имя было также внесено в список Собора Новомучеников и исповедников Соловецких. Кроме того, преподобномученик Моисей включён в Собор Кольских святых. День памяти отмечается в день кончины святого: 25 августа (7 сентября).
31 июля на Вялозере, в 60 километрах от Умбы, в честь преподобномученика Моисея была освящена деревянная часовня.
В 2015 году храм Рождества Иоанна Предтечи в Оленице, сгоревший в 1940 году, был восстановлен. На стене храма была установлена памятная доска, посвящённая подвигу Моисея (Кожина) и его сподвижников. Кроме того, имя святого получила одна из улиц села.